# 大伴稲公
大伴 稲公（おおとも の いなきみ）は、奈良時代の貴族。名は稲君とも記される。大納言・大伴安麻呂の子。官位は従四位下・大和守。

## 経歴
天平2年（730年）兄の大宰帥・大伴旅人が病気になったことから、見舞いのために大伴古麻呂と共に大宰府に下向した（この時の官職は右兵庫助）。のち、衛門大尉を務めていた際、三笠山を題に和歌を詠み、大伴家持に追和されている。
天平13年（741年）因幡守（この時の位階は従五位下）。のち、天平15年（743年）従五位上、天平勝宝元年（749年）正五位下・兵部大輔、天平勝宝6年（754年）上総守に叙任されている。
天平勝宝9歳（757年）5月に正五位上に叙せられたのち、橘奈良麻呂の乱直後の同年8月に乱鎮圧の功労として従四位下に昇叙されている。翌天平宝字2年（758年）大和守を務めていた際に、同国城下郡の大和神山に生えていた藤の木の根に虫が彫った16文字の瑞字を発見したとの上奏を行うが、この文字は当時の藤原仲麻呂の執政が神意に適っているものであると解釈された。

## 官歴
注記のないものは『続日本紀』による。
- 時期不詳：正六位上
- 天平2年（730年） 日付不詳：見右兵庫助[1]
- 時期不詳：衛門大尉[2]
- 時期不詳：従五位下
- 天平13年（741年） 12月23日：因幡守
- 天平15年（743年） 5月5日：従五位上
- 天平21年（749年） 4月1日：正五位下。8月10日：兵部大輔
- 天平勝宝6年（754年） 4月5日：上総守
- 天平勝宝9歳（757年） 5月20日：正五位上。8月4日：従四位下
- 天平宝字2年（758年） 2月27日：見大和国守

## 系譜
- 父：大伴安麻呂
- 母：石川内命婦